# سیل جانزتاون (فیلم ۱۹۸۹)
«سیل جانزتاون» (انگلیسی: The Johnstown Flood (1989 film)) فیلمی در ژانر مستند است که در سال ۱۹۸۹ منتشر شد. از بازیگران آن می‌توان به دیوید مک‌کولو اشاره کرد.